# 郵便貯金共用カード
共用カード（きょうようカード）とは、かつて存在した、日本郵政公社と提携した事業者のカードに郵便貯金キャッシュカード機能（正式には郵便貯金キャッシュサービス機能）を追加した一体型カードである。

## 概要
一般的には郵便貯金（郵貯）共用カードと通称されるが、実際のカード名称は各提携先事業者により様々である。また、郵便貯金ホームページでは「ジョイントカード」とも案内されていた。
1984年の郵政省時代から発行が開始されたが、2007年10月1日の郵政民営化に伴うゆうちょ銀行への移管に伴い、新規入会及び発行を段階的に終了し、2015年9月30日を以て完全に廃止となった。

## 共用カードの歴史
- 1984年 - 日本信販（現：三菱UFJニコス）が郵政省（現：総務省、当該事業は郵政事業庁を経て日本郵政公社へ移管）の認定を得て「日本信販・郵便貯金ジョイントカード」を発行（認定第1号）。
- 1986年 - 日本信販がビザ・ジャパン協会（現：VJA）と提携して、「VISA・郵便貯金ジョイントカード」を発行（認定第33号）。
※当時、日本信販はVISAインターナショナルのライセンスを保有しておらず、ビザ・ジャパン協会のライセンスを一時的に借り受けて発行していた。その後、日本信販はVISAインターナショナルからスペシャル・ライセンシー（正会員ではなく特別会員）のライセンス供与を受け、VISA・郵便貯金ジョイントカードをNICOS・VISA・郵貯カードとして発行している。
- 2001年 - 共用代理人カード（共用カードの家族カード）を発行。
- 2005年 - 日本信販・クレディセゾン・JCBが郵貯ゴールドカードを発行。
- 2007年 - 郵政民営化に伴うゆうちょ銀行への移管に伴い、新規入会及び発行を段階的終了。
- 2008年 - ゆうちょ銀行本体でJP BANK カードを発行し、共用カードの取り扱いを順次終了。

## ゆうちょ銀行への分割民営化に伴う取扱い
- 郵貯カード《セゾン》は、キャッシュカードとクレジットカードに分かれ、クレジットカード機能としてはクレディセゾンから2007年11月以降にセゾンNEXTカードが送付されて来る。キャッシュカード機能としては郵貯カード《セゾン》の有効期限までは使えるが、期限が切れる前にゆうちょ銀行からICキャッシュカードの発行通知が来る。ただし、民営化前にゆうちょICキャッシュカードの発行を受けている場合は通知は来ない（(株)クレディセゾン様が発行する「郵貯カード《セゾン》」お取扱い終了のお知らせ－ゆうちょ銀行・郵貯カード《セゾン》会員の皆様へ - クレディセゾン）。
- オークス・郵貯ドリームカードは、2008年2月29日で取り扱いを終了した（）。
- オーシー・ゆうちょ共用カード、ジャックス・ゆうちょ共用カード、楽天KC・ゆうちょ共用カードは、いずれも2008年3月31日で取り扱いを終了した（・・楽天KC（株）様が発行する「楽天KC・ゆうちょ共用カード」お取扱い終了のお知らせ－ゆうちょ銀行）。
- 以下の6種類の共用カードは、2008年5月31日で取り扱いを終了。
  - 鈴乃屋・NICOS・郵便貯金共用カード
  - 郵政福祉・NICOS・郵便貯金共用カード
  - 三松・NICOS・郵便貯金共用カード
  - NICOS・郵貯・サンカード
  - 岩田屋・NICOS・郵便貯金共用カード
  - 近畿日本ツーリスト・NICOS・郵便貯金共用カード

（三菱UFJニコス（株）様が発行する「郵政福祉・NICOS・郵便貯金共用カード」等お取り扱い終了のお知らせ - ゆうちょ銀行）

## 主な共用カード
- 2005年8月15日現在、カード種類は143種類、カード発行会社数は56社であった。

斜体字は郵政民営化に伴い、既に受付を終了している。

### クレジットカード会社提携
- NICOS郵便貯金ジョイントカード（三菱UFJニコス株式会社(NICOS)）
- OMC郵貯カード（株式会社オーエムシーカード）
- 郵貯カード≪セゾン≫（株式会社クレディセゾン） - 最初に解除対象になったカード。2007年9月28日をもって廃止。後継カードは通常のセゾンカードとして各会員宛に新カードを送付した。ただし、現在所有しているセゾンカードの有効期限が到来するまではゆうちょキャッシュカード機能として利用可能である。
- 郵貯チェックカード≪セゾン≫（同） - 2007年9月28日をもって廃止し、同年12月31日をもってサービスを終了した。なお、正確にはクレジットカードではなくデビットカードであり、後継カードは発行されない。
- UCS郵貯カード（株式会社UCS）
- 郵貯CFジョイントカード（株式会社セディナ（旧・株式会社セントラルファイナンス））
- JCB郵貯カード（株式会社ジェーシービー） - 未確認
- KC郵貯共用カード（楽天KC株式会社） - 2008年3月31日をもって取扱を終了した。なお、後継カードは順次発送される。
- 郵貯ライフカード（株式会社ライフ）
- ANA郵貯共用カード（三井住友カード株式会社・株式会社ジェーシービー・全日本空輸株式会社）
- ダイナース郵貯カード（シティカードジャパン株式会社〈ダイナースクラブ〉） - 未確認
- 三越VISA郵貯共用カード（三井住友カード株式会社） - 未確認
- スヌーピー郵貯カード（三菱UFJニコス株式会社（UFJカード(JCB-FC)） - 未確認
- イオン郵貯共用カード（イオンクレジットサービス株式会社）
- ジャックス郵貯カード（株式会社ジャックス） - 2008年3月31日をもって取扱を終了した。
- アプラス・郵便貯金カード（株式会社アプラス）  - 2008年6月30日をもって取扱を終了する。
- P-One郵貯カード（ポケットカード株式会社） - 未確認
- オークス・郵貯ドリームカード（株式会社オークス） - 2008年2月29日をもって取扱を終了した。
- オーシー・ゆうちょ共用カード（株式会社オーシー） - 2008年3月31日をもって取扱を終了した。
- 東急ゆうちょTOP&カード（東急カード株式会社） - 2008年10月31日をもって取扱を終了した。

### 金融機関提携
- 郵貯・BTMUジョイントカード（旧：郵貯・UFJジョイントカード）（株式会社ユーエフジェイ銀行→株式会社三菱東京UFJ銀行） - 三菱東京UFJ銀行移行時点で既に新規停止しているが、従来の利用者については現行名の略称であるBTMUを冠したカードを従来通り利用できる。
- ろうきんジョイントカード（全国に13ある労働金庫） - 既にキャッシュカードとローンカードを分離発行している。
- 簡易保険・郵便貯金ジョイントカード - 発行停止後カードは分離発行された。
- 郵貯共用ニッセイ保険口座カード（日本生命保険相互会社）
- 郵貯・野村カード（野村證券株式会社） - 2007年10月から発行を停止している。
- 郵貯・大垣共立スーパーカード<はいくらすプラス>（株式会社大垣共立銀行）

### 航空会社提携
- JMB郵貯カード（株式会社日本航空・株式会社日本航空インターナショナル） - JALマイレージバンク機能及び通常郵便貯金からの航空料金振替対応。新規入会受付は2007年9月30日で停止。2011年3月31日をもって、廃止された。
- JMB郵貯ワールドキャッシュ（株式会社日本航空・株式会社日本航空インターナショナル・シティバンク銀行株式会社（旧・シティバンク、エヌ・エイ (在日支店)）） - JMB郵貯カードの機能に加え、通常貯金（旧：通常郵便貯金）で特定保留をする事により、海外キャッシュサービスが利用可能。ただし、JMB郵貯カードの機能のうち、通常貯金（旧・通常郵便貯金）からの航空運賃即時決済機能はない。
  - このカードは民営化後も発行可能と触れ回っていた（名称はJMBゆうちょワールドキャッシュに変更）商品であり、シティバンク銀行のホームページから申込用紙を請求する事が2008年1月22日まで可能だった。詳細はワールドキャッシュ#ゆうちょ銀行「特定保留」を参照の事。ただし、同年2月29日の申込書到着分をもって新規受付を停止した。なお、2008年9月までに有効期限が来るカードについては差替が行われたため、2010年9月30日を以って全廃された。
- ANAマイレージクラブ郵貯カード（全日本空輸株式会社） - ANAマイレージクラブ機能及び通常郵便貯金からの航空料金振替対応。新規入会受付は2007年7月31日で停止したが、既存カードはそのまま利用できる。2008年10月31日をもって廃止された。

### 旅行会社提携
- JTB郵貯たびたびバンク（株式会社ジェイティービー・地域JTBグループ各社） - JTBグループが提供する旅行積立（JTBたびたびバンク）の一つである、たびたびバンクフリープランと郵便貯金キャッシュカードのジョイントカード。相互送金からの入金の便宜を図るため、大垣共立銀行の振込専用口座が個々に割り振られ、裏面にOKBの口座番号がプリントされている（新規申込停止日および廃止日はいずれも未確認）。

### 電子マネー提携
- Edy
  - Edy付き郵便貯金ICカード[2]
- JR東日本
  - ゆうちょICキャッシュカードSuica[3]